# Capillair getal
Het capillair getal is een dimensieloze grootheid dat gebruikt wordt bij de analyse van vloeistofstromen. Het wordt gedefinieerd als:
{\displaystyle Ca={\frac {v\cdot \mu }{\sigma }}}
Daarin is:
{\displaystyle v} de snelheid,
{\displaystyle \mu } de dynamische viscositeit van de vloeistof,
{\displaystyle \sigma } de oppervlaktespanning aan het grensvlak van de vloeistof met de lucht, een gas of een tweede onmengbare vloeistoffase; in dat geval spreekt men ook van interfasespanning.
Het capillair getal is een maat voor de verhouding tussen viskeuze krachten en oppervlaktespanning in relatie met de stroomsnelheid.
Het capillair getal komt aan bod bij de studie van het stromingsgedrag van niet-mengbare vloeistoffen of van gasbellen in een vloeistof. Als {\displaystyle Ca\ll 1} is de oppervlakte- of interfasespanning dominerend; gasbellen of druppels zijn dan stabiel. Lage waarden van het capillaire getal komen gewoonlijk voor bij lage stroomsnelheden. Als {\displaystyle Ca\gg 1} domineren de viskeuze krachten, wat typisch gebeurt bij hoge stroomsnelheden. Boven een bepaalde kritische waarde zullen druppels of bellen niet meer stabiel zijn maar vervormen, uitrekken en mogelijk uiteenvallen in kleinere druppels of belletjes.
Het capillair getal is ook de verhouding van het getal van Weber en het getal van Reynolds:
{\displaystyle {\mathit {Ca}}={\frac {\mathit {We}}{\mathit {Re}}}}
Archimedes ·
Atwood ·
Bagnold ·
Bejan ·
Biot ·
Bond ·
Brinkman ·
capillair getal ·
Cauchy ·
Damköhler ·
Darcy ·
Dean ·
Deborah ·
Eckert ·
Ekman ·
Eötvös ·
Euler ·
Froude ·
Galilei ·
Graetz ·
Grashof ·
Görtler ·
Hagen ·
Iribarren ·
Keulegan-Carpenter ·
Knudsen ·
Laplace ·
Lewis ·
Mach ·
Marangoni ·
Morton ·
Nusselt ·
Ohnesorge ·
Péclet ·
Prandtl ·
Rayleigh ·
Reynolds ·
Richardson ·
Roshko ·
Rossby ·
Rouse ·
Schmidt ·
Sherwood ·
Shields ·
Stanton ·
Stokes ·
Strouhal ·
Stuart ·
Suratman ·
Taylor ·
Ursell ·
Weber ·
Weissenberg ·
Womersley